# Tod in der Eifel
Tod in der Eifel (Moarte în Eifel) este un film polițist german TV, produs în anul 2008, după romanul lui Holger Karsten Schmidt, în regia lui Johannes Grieser.

## Acțiune
Acțiunea filmului se petrece în satul Eschbach din munții Eifel, Germania. În apropiere va fi prădat un transport de bani al băncii. Tânăra comisară de poliție, Lona Schanz,  ajunsă de curând în sat preia cercetările. Ca și copil ea și-a părăsit tatăl împreună cu mama ei. Reîntoarsă la locul ei de naștere are o relație încordată cu tatăl ei, care este la fel polițist. În timpul investigațiilor este împușcat un locuitor al satului. Cazul se complică când ies la iveală o serie de incidente din trecut, ca de exemplu Martin Wenning, își bate crunt fiul din cauza incestului comis cu sora lui. Sau tatăl tinerei comisare a șofat mașina cu care s-a produs furtul.